# Westfield (Iowa)
Westfield es una ciudad ubicada en el condado de Plymouth en el estado estadounidense de Iowa. En el Censo de 2010 tenía una población de 132 habitantes y una densidad poblacional de 398,17 personas por km².

## Geografía
Westfield se encuentra ubicada en las coordenadas 42°45′22″N 96°36′20″O / 42.75611, -96.60556. Según la Oficina del Censo de los Estados Unidos, Westfield tiene una superficie total de 0.33 km², de la cual 0.33 km² corresponden a tierra firme y (0%) 0 km² es agua.

## Demografía
Según el censo de 2010, había 132 personas residiendo en Westfield. La densidad de población era de 398,17 hab./km². De los 132 habitantes, Westfield estaba compuesto por el 87.12% blancos, el 0% eran afroamericanos, el 3.79% eran amerindios, el 0% eran asiáticos, el 0% eran isleños del Pacífico, el 3.03% eran de otras razas y el 6.06% pertenecían a dos o más razas. Del total de la población el 5.3% eran hispanos o latinos de cualquier raza.